# توماس فوكس (لاعب كريكت)
توماس فوكس (بالإنجليزية: Thomas Fox)‏ (13 يونيو 1849 في المملكة المتحدة - 11 أبريل 1916 بوستمنستر في المملكة المتحدة) هو لاعب كريكت بريطاني (وحمل سابقاً جنسية المملكة المتحدة لبريطانيا العظمى وأيرلندا). لعب مع نادي مقاطعة هامبشاير للكريكت ‏.

## وصلات خارجية
- توماس فوكس على موقع إي آس بي آن كريك إنفو (الإنجليزية)